# Malendo
Der Malendo ist ein linker Nebenfluss des Niger in Nigeria.

## Verlauf
Der Fluss hat seine Quellen im äußersten Südosten des Bundesstaats Kebbi, nahe dem Ort Dirindaji. Er fließt in südwestliche Richtung und durchquert dabei ein Stück des Bundesstaats Niger. In seinem Unterlauf bildet er die Grenze zwischen den beiden Bundesstaaten. Der Malendo mündet in den oberen Bereich des Kainji-Stausees.

## Hydrometrie
Die Durchflussmenge des Malendo wurde an der Mündung gemessen (in m³/s).